# Caladenia roei
Caladenia roei é uma espécie de orquídea, família Orchidaceae, endêmica do sudoeste da Austrália, onde cresce isolada em grupos pequenos, ou grandes colônias, em bosques, áreas reflorestadas, ou de vegetação arbustiva e afloramentos de granito, em áreas de solo bem drenado mas ocasionalmente nas areias ao redor de lagos salgados e planícies sazonalmente alagadiças, com flores de sépalas e pétalas externamente pubescentes, estreitas, curtas; labelo de margens inteiras com calos calos eretos, aglomerados e clavados. São plantas com uma única folha basal pubescente e uma inflorescência rija, fina e pubescente, com uma ou poucas flores, mas que em conjunto formam grupo vistoso e florífero.

## Publicação e sinônimos
- Caladenia roei Benth., Fl. Austral. 6: 383 (1873).

Sinônimos homotípicos:
- Calonema roei (Benth.) D.L.Jones & M.A.Clem., Orchadian 13: 403 (2001).
- Phlebochilus roei (Benth.) Szlach., Polish Bot. J. 46: 15 (2001).
- Calonemorchis roei (Benth.) D.L.Jones & M.A.Clem., Orchadian 14: 41 (2002).
- Jonesiopsis roei (Benth.) D.L.Jones & M.A.Clem., Orchadian 14: 180 (2003).